# Drosophila semialba
Drosophila semialba är en tvåvingeart som beskrevs av Oswald Duda 1925. Drosophila semialba ingår i släktet Drosophila och familjen daggflugor.
Artens utbredningsområde är Costa Rica.